# Brachycyttara crypsipyrrha
Brachycyttara crypsipyrrha là một loài bướm đêm trong họ Noctuidae.